# Jaakko Pulli
Jaakko Johannes Pulli, född 31 maj 1906 i Haavus, död 23 december 1983, var en finländsk sångtextförfattare och kompositör.
Pulli föddes som son till en båtbyggare i Haavus, cirka tolv kilometer från Sordavala på Ladogas strand. Som fjortonåring komponerade Pulli Puuseppä, vars text sedan författades av Tatu Pekkarinen. Pulli blev sedermera elev i arméns blåsorkester och komponerade under andra världskriget flera marscher, vilka framfördes runtom i Europa. Totalt komponerade Pulli elva sånger och musikstycken som spelats in på skiva av bland andra Sasu Haapanen, Teijo Joutsela, Ville Alanko och Kaarlo Kytö.